# Schloss Spreewiese

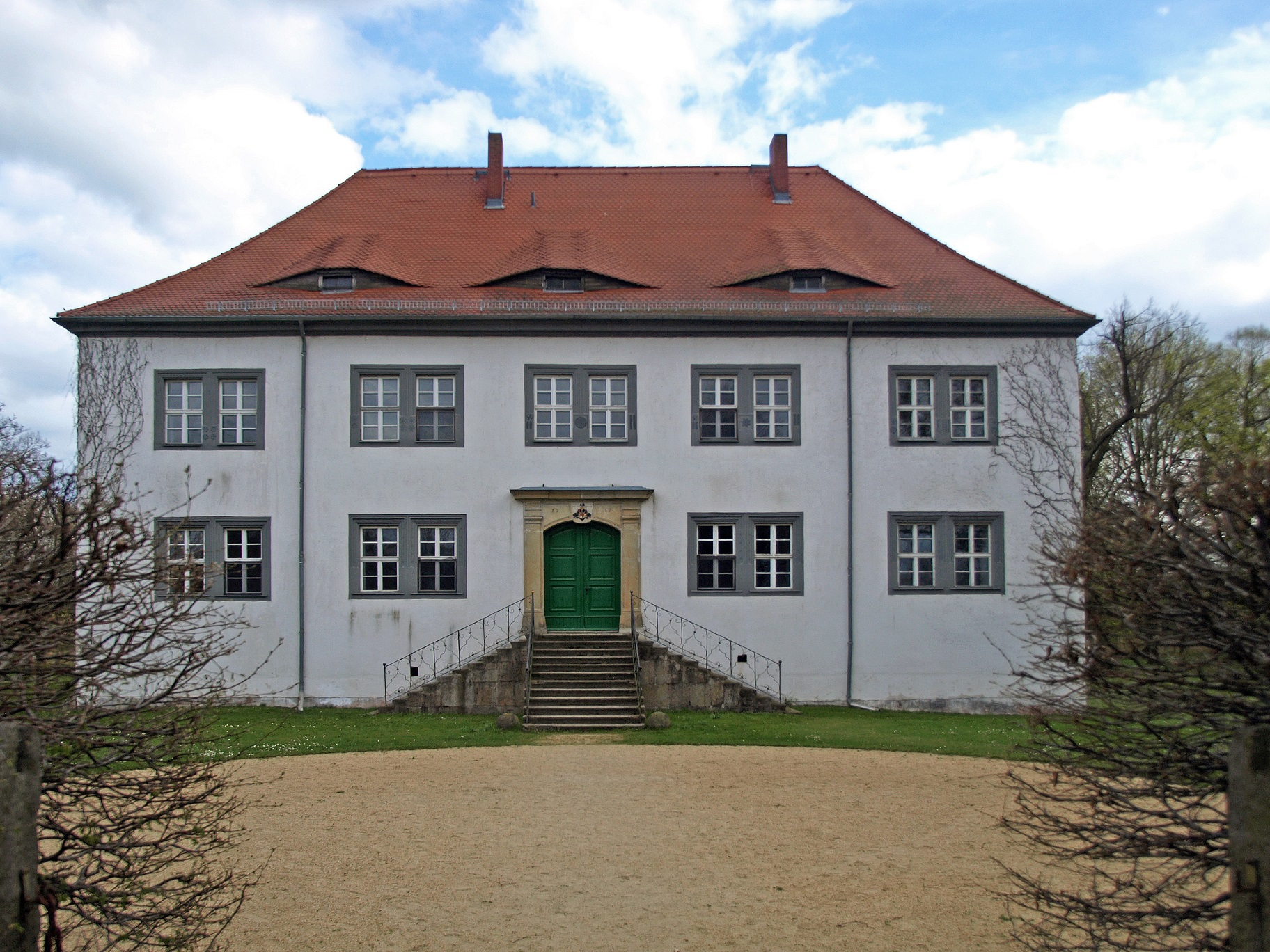
Schloss Spreewiese (2015)

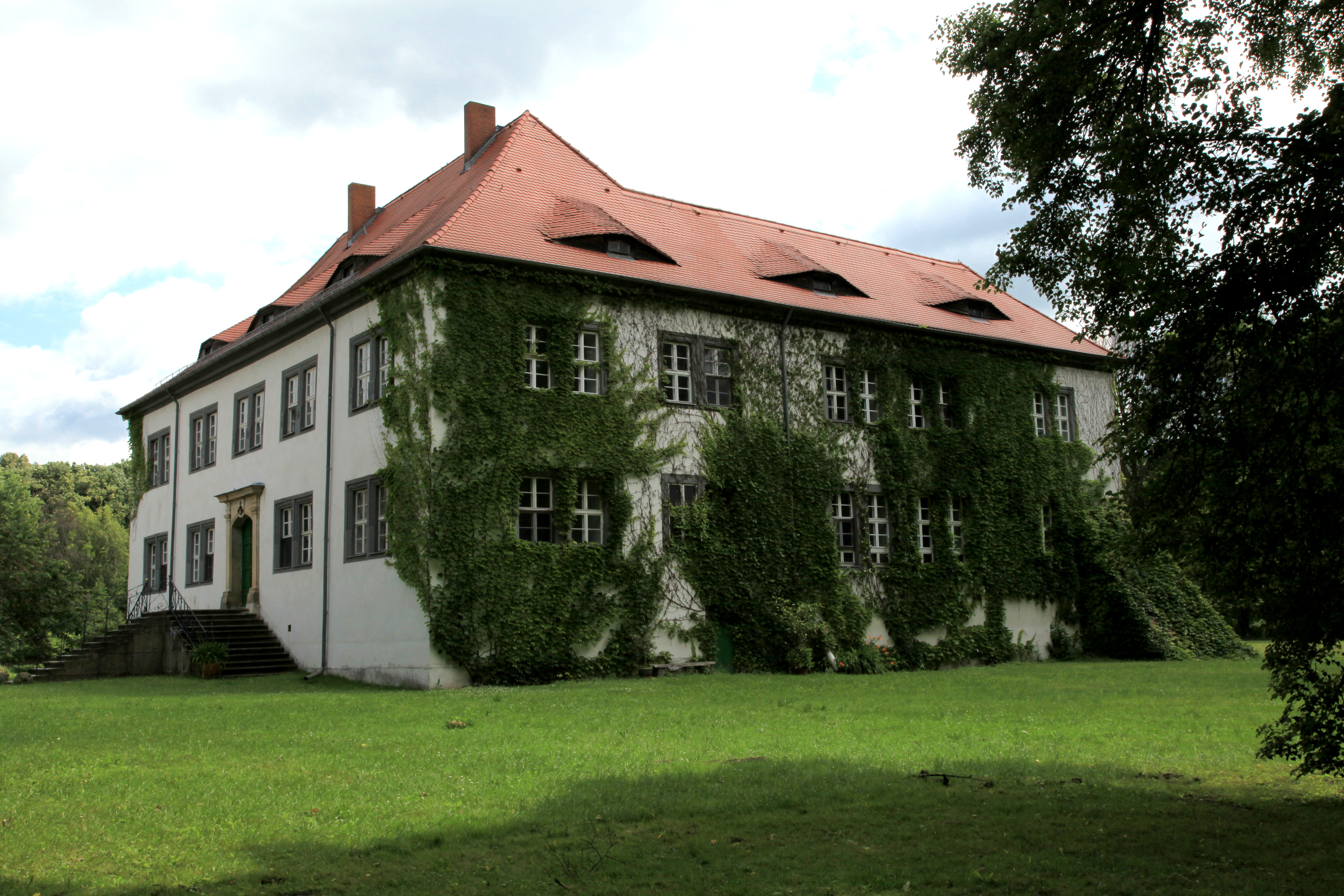
Seitenansicht (2012)

Das Schloss Spreewiese (bis 1911 Schloss Leichnam; obersorbisch Lichański hród) ist ein Renaissance-Schloss im Ortsteil Spreewiese der Gemeinde Großdubrau im Landkreis Bautzen in der sächsischen Oberlausitz. Es diente früher als Herrenhaus des Ritterguts Leichnam bzw. Spreewiese und wird heute bewohnt. Das Bauwerk steht aufgrund seiner bau- und ortsgeschichtlichen Bedeutung unter Denkmalschutz.

## Geschichte
Der Rittersitz in Leichnam wurde im Jahr 1443 erstmals urkundlich erwähnt und kam 1553 in den Besitz der Familie von Nostitz. 1557 ließ Franz von Nostitz das heutige Schloss im Stil der Renaissance als Ersatzbau für eine baufällige Wasserburg errichten. In den folgenden Jahren wurde das Schloss mehrfach umgebaut. 1629 verkauften die Herren von Nostitz das Rittergut an die Familie von Schönberg, von der sie es 1685 wieder zurück erwarben. Im Jahr 1729 wurde das Schloss unter dem Dresdner Justizrat Friedrich Caspar Graf von Gersdorff, der das Gut im Jahr zuvor gekauft hatte, umgebaut. Gersdorff begründete im Schloss Leichnam auch die Klixer Lateinschule, die er nach dem Erwerb des Schlosses in Uhyst von dort aus weiterführte. Ab 1751 gehörte das Gut Hans Heinrich von Zezschwitz, der wiederum verkaufte das Gut nur drei Jahre später an die Grafenfamilie von Reuß.
Ab 1840 gehörte das Schloss Leichnam den Herren von Ratzdorf. Nach weiteren Besitzerwechseln ab 1860 kam das Gut im Jahr 1910 in den Besitz von Fritz Sachße. Im folgenden Jahr veranlasste Sachße die Umbenennung des Ortes in Spreewiese. Der Arkadenhof im Inneren wurde im 20. Jahrhundert überdacht. Die Familie Sachße wurde 1945 bei der Bodenreform in der Sowjetischen Besatzungszone enteignet. Danach diente das Schloss als Wohnhaus für mehrere Familien. Im Jahr 1997 verkaufte die Gemeinde Großdubrau das Schloss Spreewiese an einen Architekten, der dieses denkmalgerecht sanieren ließ. In dem Schloss finden heute unter anderem Trauungen statt, teilweise werden die Räumlichkeiten als Ferienwohnung genutzt.

## Architektur
Das Schloss ist eine zweigeschossige Vierflügelanlage mit fünf Achsen an der Gebäudefront und zehn Achsen an den Längsseiten. Die rechteckigen Fenster sind mit profilierten Sandsteingewänden umfasst. An der nordwestlichen Gebäudefront befindet sich in der Mitte ein stichbogiges Eingangsportal, das mit Pilastern gerahmt ist. In den Zwickeln wird das Schloss auf das Jahr 1557 datiert. Bei den Umbaumaßnahmen unter Graf Friedrich Caspar von Gersdorff wurde über dem Portal ein datierter Schlussstein mit dem Familienwappen aufgesetzt. Vor dem Portal liegt eine dreiarmige Freitreppe. Der Innenhof ähnelt einem Atrium mit kreuzgratgewölbtem Umgang.

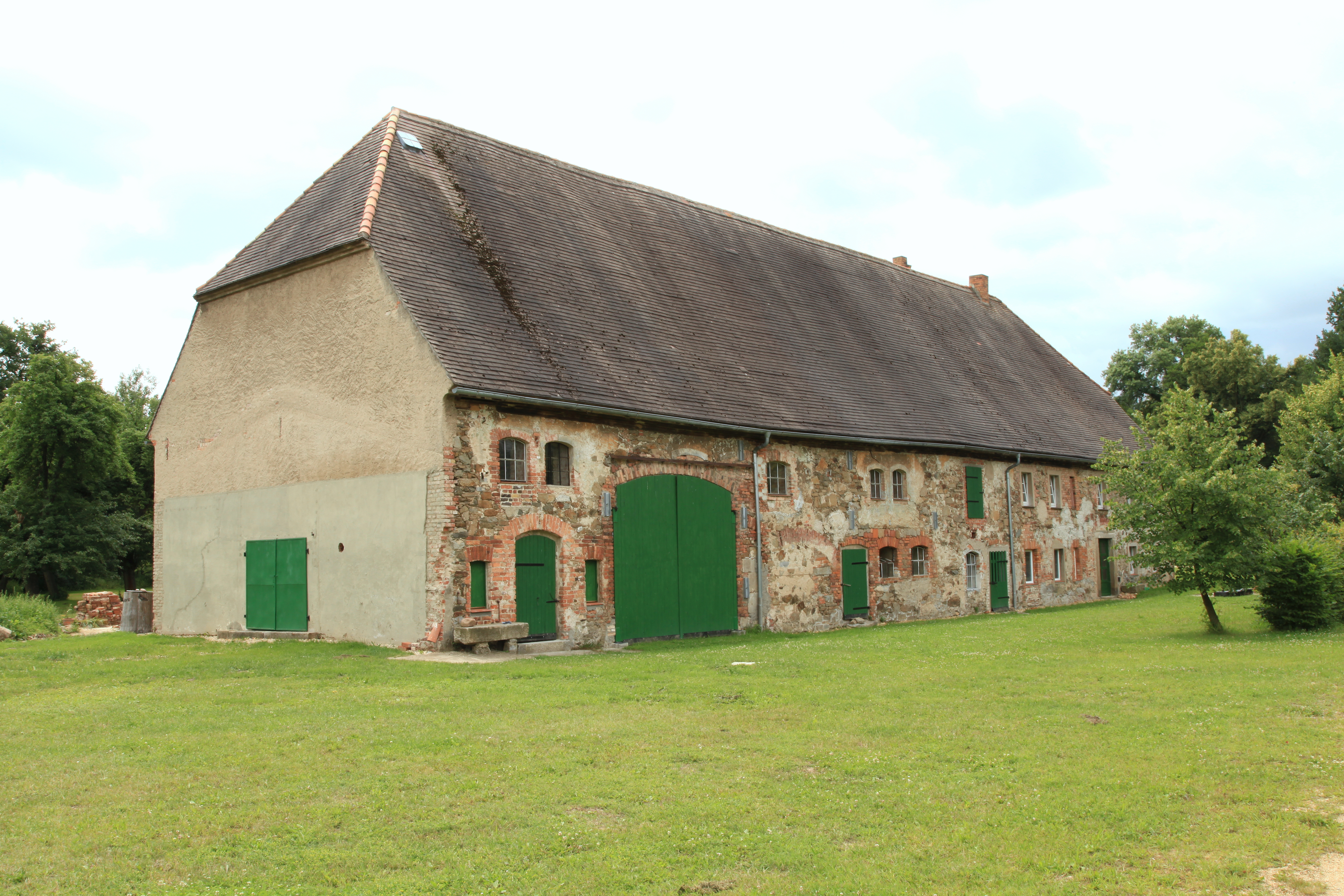
Wirtschaftsgebäude (2012)

Nördlich des Schlosses liegen die Wirtschaftsgebäude des früheren Guts, die im 18. und 19. Jahrhundert gebaut wurden. Dazu gehört unter anderem eine Brauerei mit Ziegelschornstein. Die Wirtschaftsgebäude sind heute ungenutzt. Südlich erstreckt sich ein Landschaftspark mit mehreren Nutzteichen.